# Wayfarer (album)
 (décembre 2020).
Si vous disposez d'ouvrages ou d'articles de référence ou si vous connaissez des sites web de qualité traitant du thème abordé ici, merci de compléter l'article en donnant les références utiles à sa vérifiabilité et en les liant à la section « Notes et références ».
Pour les articles homonymes, voir Wayfarer.
Albums de Jan Garbarek
Paths, Prints
(1982) It's OK to Listen to the Gray Voice
(1984)
Wayfarer est un album du saxophoniste norvégien Jan Garbarek, paru en 1983 sur le label Edition of Contemporary Music. C'est un disque en quartet avec Jan Garbarek au saxophone ténor et soprano, Bill Frisell à la guitare, Eberhard Weber à la contrebasse, et Michael DiPasqua à la batterie. Le disque est enregistré en mars 1983 au Talent Studio, à Oslo, par Jan Erik Kongshaug.

## Description
La couverture de l'album est une photo de Monika Hasse, montrant un détail d'un terrain vague, avec quelques détails de bâtiments se reflétant dans des flaques d'eau.

### Musiciens
- Jan Garbarek - saxophone ténor, saxophone soprano
- Bill Frisell - guitare
- Eberhard Weber - contrebasse
- Michael DiPasqua - batterie, percussions

### Titres
| No | Titre    | Durée |
| -- | -------- | ----- |
| 1. | Gesture  | 8:41  |
| 2. | Wayfarer | 9:27  |
| 3. | Gentle   | 5:22  |
| 4. | Pendulum | 10:17 |
| 5. | Spor     | 7:46  |
| 6. | Singsong | 4:17  |